# Frank M. Robinson
Frank M. Robinson (9. srpna 1926 Chicago, Illinois – 30. června 2014 San Francisco, Kalifornie) byl americký spisovatel, autor sci-fi a techno-thrillerů.
Rodák z Chicaga, kde strávil půlku života, se v roce 1973 přestěhoval do San Francisca, aby tam spolupracoval s Thomasem N. Scortiou na katastrofickém románu o požáru mrakodrapu Skleněné peklo, který se stal předlohou pro stejnojmenný film. Zde se seznámil také s budoucím starostou San Francisca Harveym Milkem, jemuž psal projevy a dělal poradce. Robinson byl rovněž gay, ne však tak veřejně otevřený jako Milk. V Chicagu pracoval jako autor a editor mužských časopisů Rogue, Gallery či Playboy (1969–1973).